# Crêpe suzette

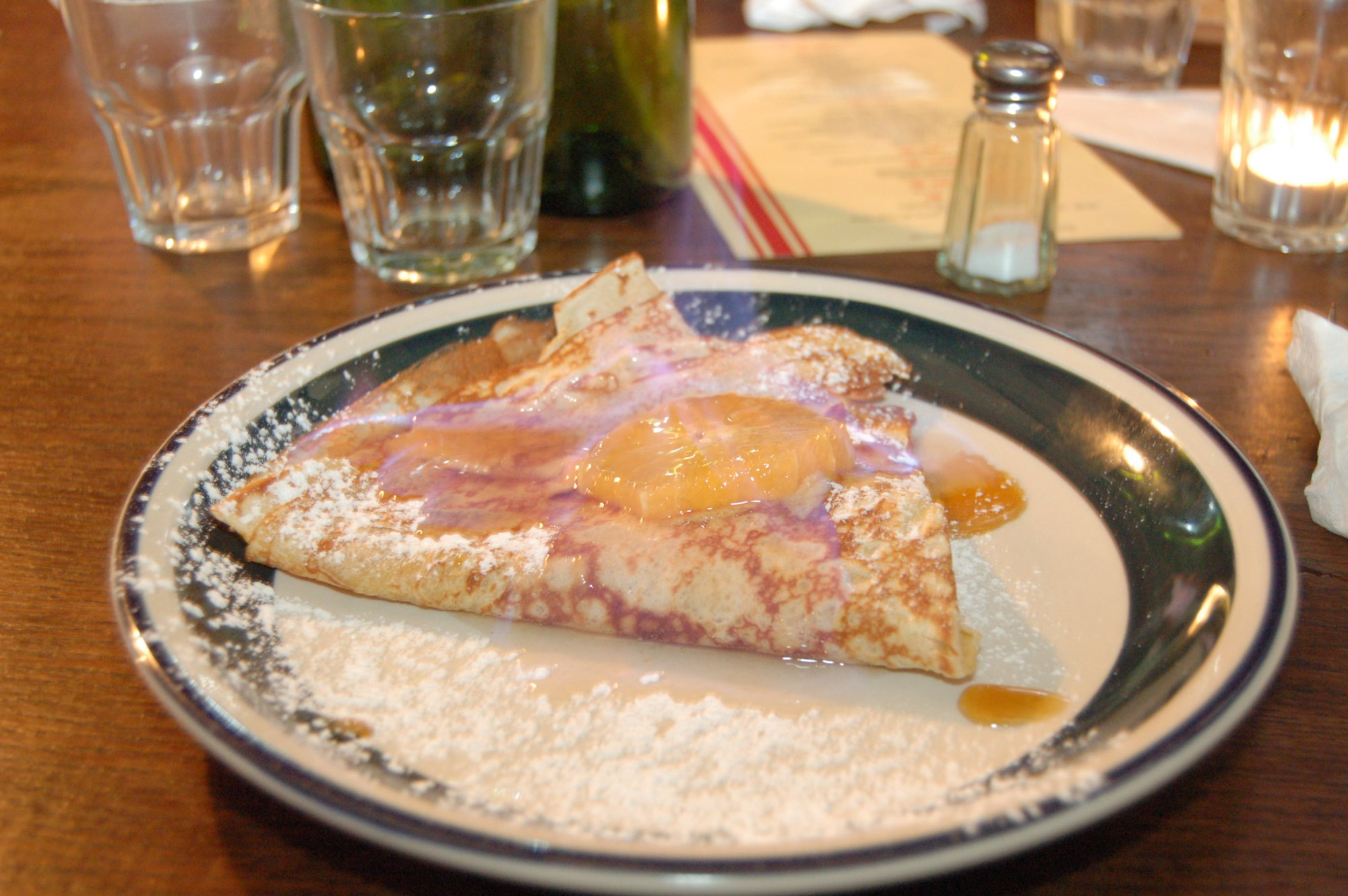
Crêpes suzette met citroen

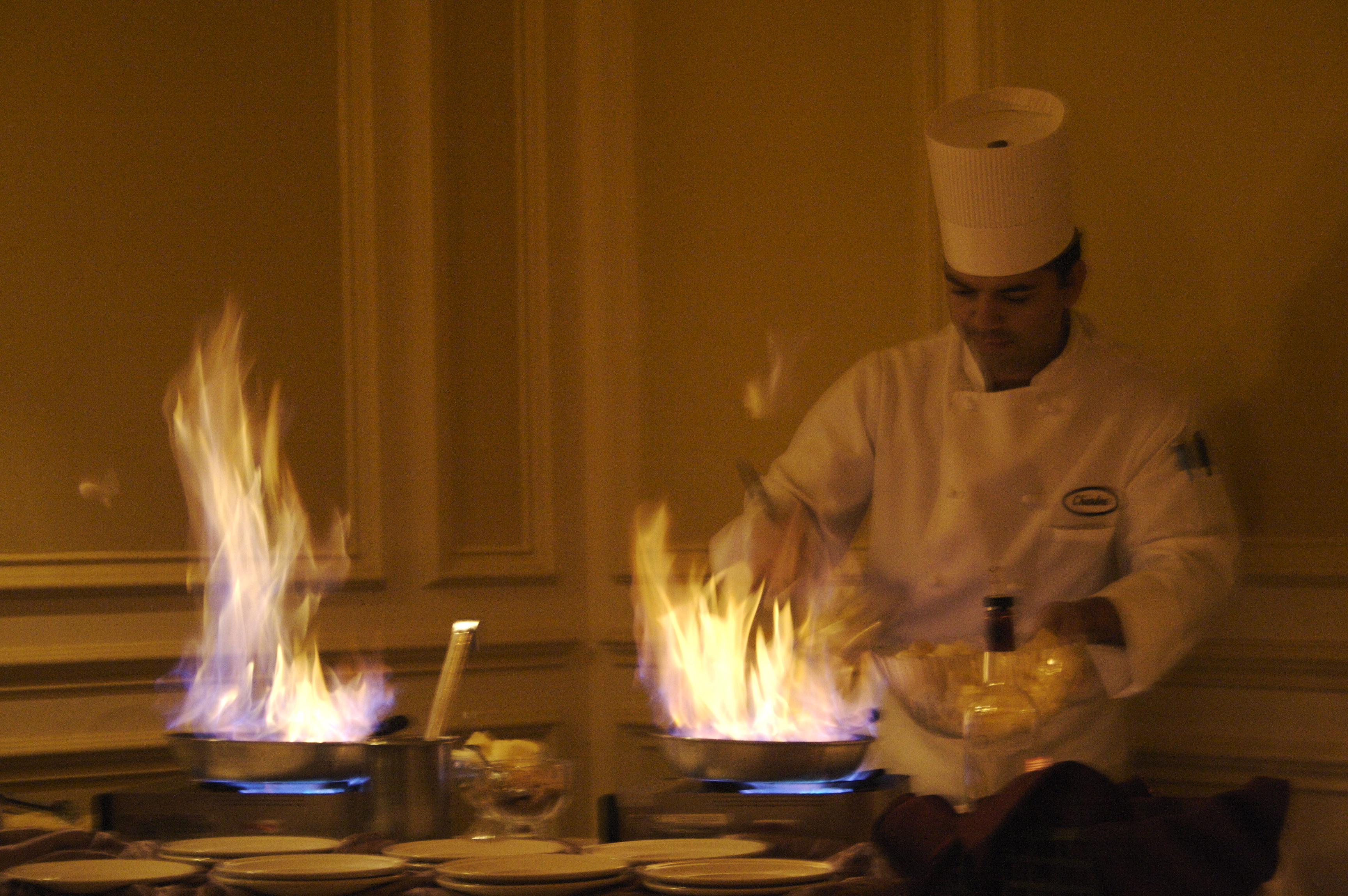
Het bereiden van Crêpe suzette

Een crêpe suzette is een nagerecht bestaand uit een flensje (dunne pannenkoek) in gekaramelliseerde saus van boter, suiker, mandarijnsap of sinaasappelsap en sinaasappelschil. Het voornaamste verschil met reguliere crêpes is dat de crêpe suzette besprenkeld wordt met Grand Marnier of Curaçao. Het gerecht wordt doorgaans geflambeerd opgediend.
Auguste Escoffier zou het dessert in 1890 in het Hotel Savoy te Londen aan de Prins van Wales, de latere koning Edward VII, hebben voorgeschoteld. Escoffier wilde het dessert opdragen aan de Prins van Wales, maar die antwoordde: 'Nee, ik ben dat onwaardig. Laten we dit voortreffelijke nagerecht noemen naar de jongedame die me vergezelt'.

## Recept
Evenals gewone crêpes wordt de crêpe suzette gebakken van een zeer dun beslag. De flensjes worden nog in de pan besprenkeld met Grand Marnier om vervolgens geflambeerd te worden. Ook wordt het flensje wel gevuld met een bolletje ijs of met cake.
Het recept volgens Escoffier: 'Bakken volgens recept, geparfumeerd met curaçao en mandarijnsap. Evenals Crêpes Gil-Blas met romige boter bestrijken, op smaak gebracht met curaçao en mandarijnsap.'
Het oorspronkelijke recept uit de Larousse gastronomique vermeldt dat de crêpes eerst besmeerd worden met een mengsel van 50 gram boter, 50 gram poedersuiker, sap en rasp van één mandarijn en een flinke lepel Curaçao. Wanneer de crêpes gevuld zijn vouwt men ze in kwarten en dient men ze brandend op.